# Thyropoeus malagasus
Thyropoeus malagasus is een spinnensoort in de taxonomische indeling van de Migidae.
Het dier behoort tot het geslacht Thyropoeus. De wetenschappelijke naam van de soort werd voor het eerst geldig gepubliceerd in 1908 door Embrik Strand.